# 企業局 (通商産業省)
企業局（きぎょうきょく）は、中央省庁だった通商産業省の内部部局。主に産業政策や統計などを所管していた。

## 概要
特定の産業を見る縦割りの局ではなく、横断的な産業政策を行っていた。1973年7月の機構改革で機能が産業政策局などに引き継がれる。

## 組織

### 企業第一課
```
（企業第一課の所掌事務）
一 局内事務の総合調整。
二 事業の合理化の総合調整。
三 事業者団体等の総括。
四 
商工会議所
、
日本商工会議所
。
五 事業の発達、改善、調整の総括。
```

### 企業第二課
```
（企業第二課の所掌事務）
一 
経理
事務、
税制
事務、
労働
事務の総括。
二 事業の
経営管理
。
三 能率。
四 
日本生産性本部
。
```

### 産業資金課
```
（産業資金課の所掌事務）
一 
通商産業省
の所掌に係る事業に関する
金融
。
```

### 外資課
```
（外資課の所掌事務）
一 外国投資家の
技術援助契約
の審査及び
株式
等の取得の審査。
二 外国投資家の
資本
の投下に関する調査。
```

### 商務第一課
```
（商務第一課の所掌事務）
一 物資の流通に関する事務。
二 不正競争の防止。
三 
商業
の発達及び改善に関する基本。
四 商一般。
```

### 商務第二課
```
（商務第二課の所掌事務）
一 
商品取引所
。
二 
百貨店
業。
三 
博覧会
、
展示会
等の参考品の収集、展示紹介。
四 
映画産業
。
五 商品取引所審議会。
六 百貨店審議会。
```

### 消費経済課
```
（消費経済課の所掌事務）
一 物資の
消費
に関する政策及び計画立案。
二 
家庭用品品質表示法
の施行。
三 
日本消費者協会
の指導。
四 
消費者
の啓蒙及び
教育
。
五 
割賦販売
及び割賦購入あっせん。
六 家庭用品品質表示審議会。
七 割賦販売審議会。
```

### 立地政策課
```
（立地政策課の所掌事務）
一 
工業立地
の事務の総合調整、政策及び計画の立案。
二 
国土
の総合開発事務の総括。
三 工業立地及び工業用水審議会。
四 
産業
関連施設整備。
五 産業
公害
事務の総括。
六 その他産業立地事務。
七 物資の
運送
、保管、
保険
の総括。
```

### 立地指導課
```
（立地指導課の所掌事務）
一 
工業立地
の調査、資料の収集及び保管。
二 
工業用地
の造成指導、工業用地取得のあっせん確保。
```

### 工業用水課
```
（工業用水課の所掌事務）
```

### 企業調査課
```
（企業調査課の所掌事務）
一 
産業
行政
に関する基礎調査。
二 物資の価格等の調査及び統制。
三 
経営
調査。
```

## 企業局長
| 氏名       | 在任期間                      | 前職         | 後職             |
| ---------- | ----------------------------- | ------------ | ---------------- |
| 佐橋滋     | 1961年7月7日 - 1963年7月23日  | 重工業局長   | 特許庁長官       |
| 島田喜仁   | 1963年7月23日 - 1966年4月25日 | 重工業局長   |                  |
| 熊谷典文   | 1966年4月25日 - 1968年5月25日 | 公益事業局長 | 通商産業事務次官 |
| 大滋弥嘉久 | 1968年5月25日 - 1969年11月7日 | 大臣官房長   | 通商産業事務次官 |
| 両角良彦   | 1969年11月7日 - 1971年6月15日 | 大臣官房長   | 通商産業事務次官 |
| 本田早苗   | 1971年6月15日 - 1972年6月23日 | 鉱山石炭局長 |                  |
| 山下英明   | 1972年6月23日 - 1973年7月25日 | 通商局長     | 通商産業事務次官 |